# 小湾东站
小湾东站（原名澜沧江站）位于中华人民共和国云南省大理白族自治州南涧彝族自治县小湾东镇底么村西侧澜沧江边，是大临铁路上的一个铁路车站，是中国首个为乡村振兴设立的火车站。车站建设初期规划为会让站，后由国铁集团和云南省批复增加客运服务功能，设一台两线，经百余天施工，于2021年11月6日通车。

## 车站设施
小湾东站设1000多平方米的站房、配套天桥、连廊和雨棚，车站站台以一半建在新华隧道里，一半建在澜沧江特大桥上为特色。隧道内由于站台系原隧道检修道改造而来，宽度窄，较为危险，车站在隧道内站台设置了6个横向通道来连接进出口通道。

## 站场
| 站房     | 进站口、售票、候车、检票口    |
| 侧式站台 |                               |
| 1站台    | 大临铁路 往大理站、临沧站方向 |
| 通过线   | 大临铁路 上下行列车通过线     |